# Michel Bouquet
Michel Bouquet (Parijs, 6 november 1925 – aldaar, 13 april 2022) was een Frans acteur die zowel voor het toneel als voor de film werkte. Hij verscheen tussen van 1947 tot 2020 in meer dan honderd films.

## Leven en werk

### Afkomst en opleiding
Aangezien zijn vader krijgsgevangene was moest Michel Bouquet al vlug de kost verdienen om zijn moeder bij te staan met de opvoeding van zijn broers. In 1943 begon hij samen met Gérard Philipe lessen te volgen aan het Conservatorium voor dramatische kunst. 

### Toneelacteur en filmdebuut
Hij kwam al gauw in contact met theaterregisseur Jean Vilar en dramaturg Jean Anouilh, van wie hij de favoriete acteur werd. Met beiden zou hij trouw samenwerken tot in de jaren zestig. Op het grote scherm was Bouquet voor het eerst te zien in Monsieur Vincent (1947). Alhoewel hij werkte met bekende cineasten als Jean Grémillon, Abel Gance en Henri-Georges Clouzot oogstte hij meer succes op de planken, op het Festival van Avignon bijvoorbeeld.

### Doorbraak met Claude Chabrol en François Truffaut
Voor zijn doorbraak in de filmwereld moest hij wachten tot Claude Chabrol en François Truffaut, twee belangrijke regisseurs van de nouvelle vague, hem in de tweede helft van de jaren zestig ontdekten. Voor Chabrol, onder wiens leiding hij zes keer speelde, creëerde hij het type van de ijzige, verontrustende en geraffineerde burger uit de betere kringen. 

### Jaren zeventig: drukke filmjaren
Zijn filmcarrière was voorgoed gelanceerd want hij speelde in de jaren zeventig in een dertigtal films, met opmerkelijke rollen in prenten van onder meer Jacques Deray, Yves Boisset en André Cayatte.

### Latere filmcarrière
Vanaf de jaren tachtig speelde hij beduidend minder filmrollen om zich meer te kunnen wijden aan het theater. Het belette hem niet blijvend stevige prestaties neer te zetten, zoals de rol van inspecteur Javert in Les Misérables (Robert Hossein, 1982), of van de oude man die zich een ander leven droomde in Toto le héros (Jaco Van Dormael, 1990). Hij kroop ook zeer waarheidsgetrouw in de huid van François Mitterrand in Le Promeneur du Champ-de-Mars (Robert Guédiguian, 2004) of van Auguste Renoir in Renoir (Gilles Bourdos, 2012).

### Televisie
Bouquet werkte ook herhaaldelijk voor de televisie. Hij was te zien in televisiefilms als La Ronde de nuit (1978) en Le Curé de Tours (1980). Hij verleende zijn medewerking aan Les Nuits révolutionnaires (1989), een historische miniserie van 7 afleveringen.
Zijn zware, ietwat plechtstatige stem was ook vaak te horen in documentaires zoals Nuit et Brouillard (Alain Resnais, 1955). In 1995 sprak hij Les Mots van Jean-Paul Sartre op plaat in. 

### Toneel
Naast zijn filmcarrière ontwikkelde Bouquet een drukke toneelactiviteit. Sinds de jaren veertig speelde hij onophoudelijk hoofdrollen in stukken van Molière, Ionesco en Beckett, auteurs die, net zoals Anouilh, als een rode draad door zijn carrière lopen. Hij vertolkte ook rollen in stukken van William Shakespeare en van moderne auteurs als Harold Pinter en Thomas Bernhard.

### Overlijden
Bouquet overleed op 13 april 2022 op 96-jarige leeftijd in Parijs.

## Filmografie (lange speelfilms)
- 1947: Monsieur Vincent (Maurice Cloche)
- 1947: Brigade criminelle (Gilbert Gil)
- 1948: Manon (Henri-Georges Clouzot)
- 1949: Pattes blanches (Jean Grémillon)
- 1951: Deux sous de violettes (Jean Anouilh)
- 1951: Trois femmes (André Michel)
- 1955: La Tour de Nesle (Abel Gance)
- 1956: Auprès de ma blonde (Abel Gance) (kortfilm)
- 1957: Le Piège (Charles Brabant)
- 1959: Katia (Robert Siodmak)
- 1964: Les Amitiés particulières (Jean Delannoy)
- 1965: Le Tigre se parfume à la dynamite (Claude Chabrol)
- 1967: La mariée était en noir (François Truffaut)
- 1967: Lamiel (Jean Aurel)
- 1967: La Route de Corinthe (Claude Chabrol)
- 1968: La Sirène du Mississipi (François Truffaut)
- 1968: La Femme infidèle (Claude Chabrol)
- 1969: Le Dernier Saut (Édouard Luntz)
- 1970: Borsalino (Jacques Deray)
- 1970: Juste avant la nuit (Claude Chabrol)
- 1970: Comptes à rebours (Roger Pigaut)
- 1970: La Rupture (Claude Chabrol)
- 1970: Un condé (Yves Boisset)
- 1971: Malpertuis (Harry Kümel)
- 1971: Papa les p'tits bateaux (Nelly Kaplan)
- 1971: L'Humeur vagabonde (Édouard Luntz)
- 1972: La Sainte Famille (Pierre Koralnik)
- 1972: Le Serpent (Henri Verneuil)
- 1972: Les Anges (Jean Desvilles)
- 1972: Trois milliards sans ascenseur (Roger Pigaut)
- 1972: Il n'y a pas de fumée sans feu (André Cayatte)
- 1972: L'Attentat (Yves Boisset)
- 1972: Paulina 1880 (Jean-Louis Bertuccelli)
- 1973: Deux hommes dans la ville (José Giovanni)
- 1973: Le Complot (René Gainville)
- 1973: La Dynamite est bonne à boire (Aldo Sambrell)
- 1973: La Main à couper (Étienne Périer)
- 1973: France société anonyme (Alain Corneau)
- 1973: Les grands sentiments font les bons gueuletons (Michel Berny)
- 1973: Défense de savoir (Nadine Trintignant)
- 1974: Bons baisers... à lundi (Michel Audiard)
- 1974: Les Suspects (Michel Wyn)
- 1974: Thomas (Jean-François Dion)
- 1974: Au-delà de la peur (Yannick Andréi)
- 1975: Vincent mit l'âne dans un pré (et s'en vint dans l'autre) (Pierre Zucca)
- 1976: Le Jouet (Francis Veber)
- 1977: Jacques Prévert (Jean Desvilles) (middellange documentaire)
- 1978: La Raison d'État (André Cayatte)
- 1978: L'Ordre et la sécurité du monde (Claude d'Anna)
- 1980: La Fuite en avant ou Le compromis (Christian Zerbib)
- 1980: Les Jeux de la comtesse Dolingen de Gratz (Catherine Binet)
- 1982: Les Misérables (Robert Hossein)
- 1984: Poulet au vinaigre (Claude Chabrol)
- 1990: Toto le héros (Jaco Van Dormael)
- 1991: Tous les matins du monde (Alain Corneau)
- 1992: La Joie de vivre (Roger Guillot)
- 1992: Il Segno del commando (Giulio Questi)
- 1994: Élisa (Jean Becker)
- 2000: Il Manoscrioto del principe (Roberto Andò)
- 2001: Comment j'ai tué mon père (Anne Fontaine)
- 2003: Les Côtelettes (Bertrand Blier)
- 2004: L'Après-midi de Monsieur Andesmas (Michelle Porte)
- 2004: Le Promeneur du Champ-de-Mars (Robert Guédiguian)
- 2010: La Petite Chambre (Stéphanie Chuat en Véronique Reymond)
- 2013: Renoir (Gilles Bourdos)
- 2015: L'Antiquaire (François Margolin)
- 2015: L'Origine de la violence (Elie Chouraqui)
- 2018: Troppa grazia (Gianni Zanasi)
- 2020: Villa Caprice (Bernard Stora)

## Toneel (selectie)
- 1946: Roméo et Jeannette (Jean Anouilh) in een regie van André Barsacq
- 1946: Le Rendez-vous de Senlis (Jean Anouilh) in een regie van André Barsacq
- 1947: L'Invitation au château (Jean Anouilh) in een regie van André Barsacq
- 1947: La Terrasse de midi (Maurice Clavel) in een regie van Jean Vilar
- 1950: Henri IV (William Shakespeare) in een regie van Jean Vilar
- 1953: Richard II (William Shakespeare) in een regie van Jean Vilar
- 1953: Le Médecin malgré lui (Molière) in een regie van Jean-Pierre Darras
- 1953: Dom Juan ou le Festin de pierre (Molière) in een regie van Jean Vilar
- 1953: L'Alouette (Jean Anouilh) in een regie van Anouilh en Roland Piétri
- 1956: Pauvre Bitos ou le Dîner de têtes (Jean Anouilh) in een regie van Anouilh en Roland Piétri
- 1961: Rhinocéros (Eugène Ionesco) in een regie van Jean-Louis Barrault
- 1962: L'Avare (Molière) in een regie van Jean Vilar
- 1963: Meurtre dans la cathédrale (T.S. Eliot)
- 1964: Yerma (Federico García Lorca) in een regie van Bernard Jenny
- 1965: La Collection et L’Amant (Harold Pinter) in een regie van Claude Régy
- 1966: La Tempête (William Shakespeare)
- 1967: L'Anniversaire (Harold Pinter) in een regie van Claude Régy
- 1968: Le Boulanger, la Boulangère et le Petit Mitron (Jean Anouilh) in een regie van Anouilh et Roland Piétri
- 1976: Gilles de Rais (Roger Planchon) in een regie van Planchon
- 1978: En attendant Godot (Samuel Beckett) in een regie van Otomar Krejca
- 1978: Le Neveu de Rameau (Diderot) in een regie van Jacques-Henri Duval
- 1979: No Man's Land (Harold Pinter) in een regie van Roger Planchon
- 1980: Macbeth (William Shakespeare) in een regie van Jacques Rosner
- 1984: La Danse de mort (August Strindberg) in een regie van Claude Chabrol
- 1986: Hot House (Harold Pinter) in een regie van Robert Dhéry
- 1987: Le Malade imaginaire (Molière) in een regie van Pierre Boutron
- 1987: L'Avare (Molière) in een regie van Pierre Franck
- 1994: Le roi se meurt (Eugène Ionesco) in een regie van Georges Werler
- 1995: Fin de partie (Samuel Beckett) in een regie van Armand Delcampe
- 1997: Les Côtelettes (Bertrand Blier) in een regie van Bernard Murat
- 1998: Avant la Retraite (Thomas Bernhard) in een regie van Armand Delcampe
- 2002: Minetti (Thomas Bernhard) in een regie van Claudia Stavisky
- 2003-2011: hernemingen van Le roi se meurt, L'Avare en Le Malade imaginaire

## Prijzen
- 1991: Toto le héros: Europese Filmprijs voor de beste mannelijke vertolking
- 1994: Grand Prix national du théâtre
- 1998: Les Côtelettes (toneel): Molière du meilleur comédien
- 2005: Le roi se meurt (toneel): Molière du meilleur comédien
- 2002: Comment j'ai tué mon père: César voor beste acteur
- 2006: Le Promeneur du Champ-de-Mars: César voor beste acteur

- Bibsys: 5010649
- Biblioteca Nacional de España: XX1617290
- Bibliothèque nationale de France: cb118933630 (data)
- Catàleg d'autoritats de noms i títols de Catalunya: 981058527199706706
- Gemeinsame Normdatei: 114037272
- International Standard Name Identifier: 0000 0001 2148 7928
- Library of Congress Control Number: n80010650
- MusicBrainz: 54eab505-ae5a-4c71-9c41-ff42d6c547ed
- Nationale Bibliotheek van Tsjechië: xx0152668
- Nationale Bibliotheek van Israël: 987007330770605171
- Nederlandse Thesaurus van Auteursnamen: 100117953
- Réseau des bibliothèques de Suisse occidentale: 02-A003031559
- Istituto Centrale per il Catalogo Unico: UBOV490761
- SNAC: w6dv2f9b
- Système universitaire de documentation: 026744767
- Virtual International Authority File: 117996974
- WorldCat: E39PBJcKJtBWDDmk9w97YPvGpP